# Chiesa di San Giusto in Piazzanese

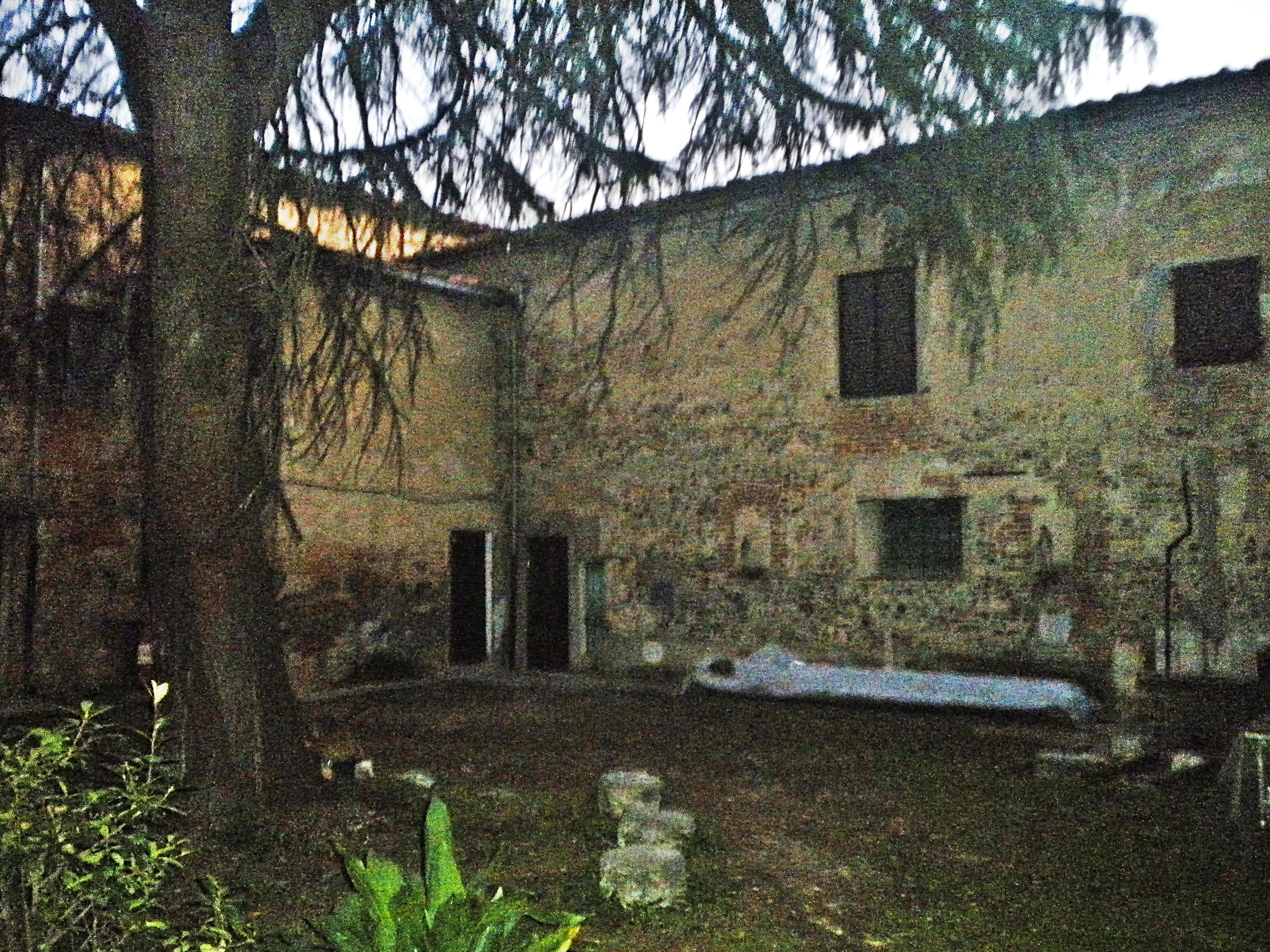
L'ex-chiostro

La pieve di San Giusto in Piazzanese sorge a San Giusto, frazione meridionale del comune di Prato. È la chiesa più antica del territorio di Prato, al di fuori del centro storico.

## Storia e descrizione
La pieve, documentata sin dal 779 e ricostruita tra l'XI e i primi del XII secolo, mantenne a lungo una notevole importanza, controllando un vasto territorio; dal XV secolo ne furono patroni i Martelli.
Sulla piana circostante, il complesso è segnalato dal notevole campanile gotico a torre, con due ordini di bifore archiacute (la cella è più tarda), che fu ricostruito intorno al 1360 (il precedente, usato come torre di avvistamento, era stato demolito dal Comune nel periodo delle scorrerie di Castruccio Castracani, che assediò il paese senza riuscire a conquistarlo). Al suo interno alloggiano cinque campane di diverse epoche e fusioni; la campana maggiore è opera dei fratelli pistoiesi Bresci e risale al 1902, la terza è stata fusa da Raffaello Magni di Lucca nel 1962, mentre le restanti tre campane sono state recentemente aggiunte dal fonditore Paolo Capanni di Castelnovo ne’ Monti (RE) nel 2002.
Un unitario, garbato intervento settecentesco caratterizza la facciata, con ampio porticato (1740 circa), e gli interni (1730-1745), rivestendo la struttura medievale a tre navate.
Oltre a un bel fonte battesimale in maiolica robbiana con Storie del Battista, opera di Benedetto Buglioni del 1505-1510, negli altari in stucco si conservano pale secentesche: una Circoncisione attribuita a Vincenzo Dandini e una Madonna col Bambino e santi (1630 circa) di Giovan Pietro Naldini.
Il presbiterio, sormontato da una cupoletta cieca (1736) con decorazioni settecentesche, ha sul fondo del coro una tela di Tommaso Gherardini con San Giusto (1764). Il contiguo Sacrario dei caduti conserva resti di discreti affreschi trecenteschi.
In sacrestia, oltre ad un tabernacolo con la Crocifissione, affrescato da Arrigo di Niccolò, è posta una statua quattrocentesca in arenaria, di San Bartolomeo.
Nella contigua Compagnia della Santa Croce la vivace tavola cinquecentesca con la Deposizione (1579) è opera di Michele delle Colombe.

## Altre immagini

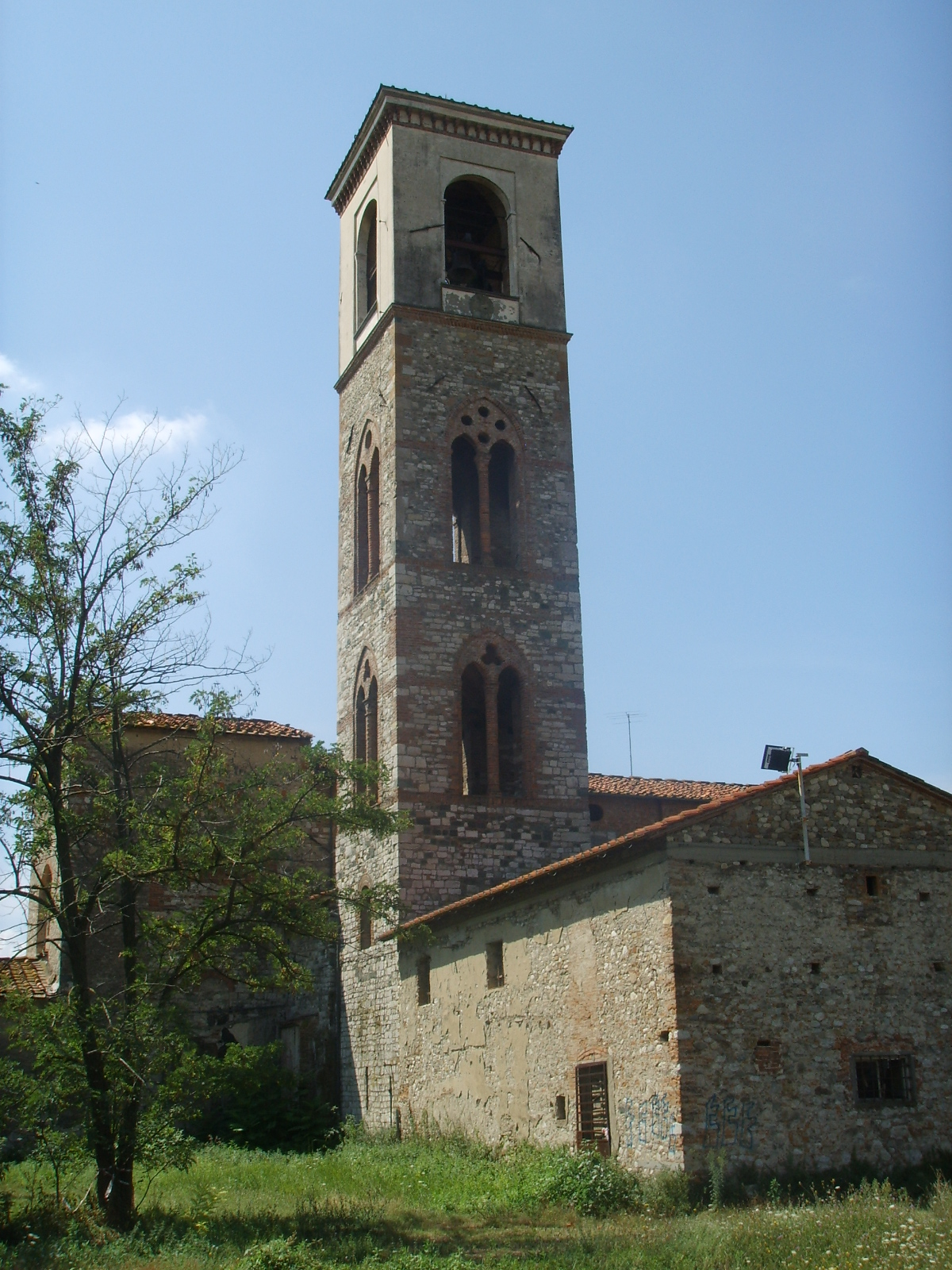
Il campanile
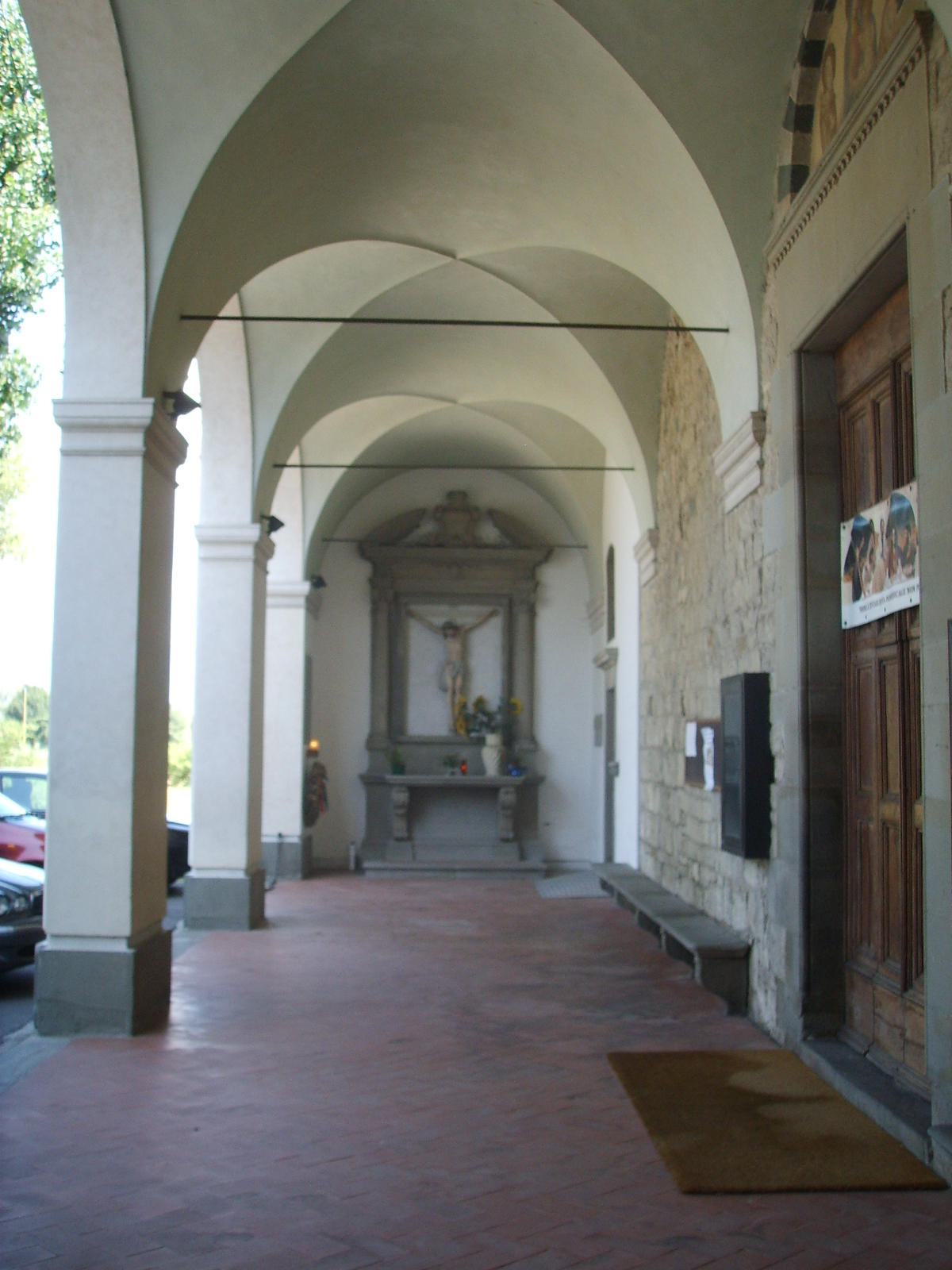
Il portico
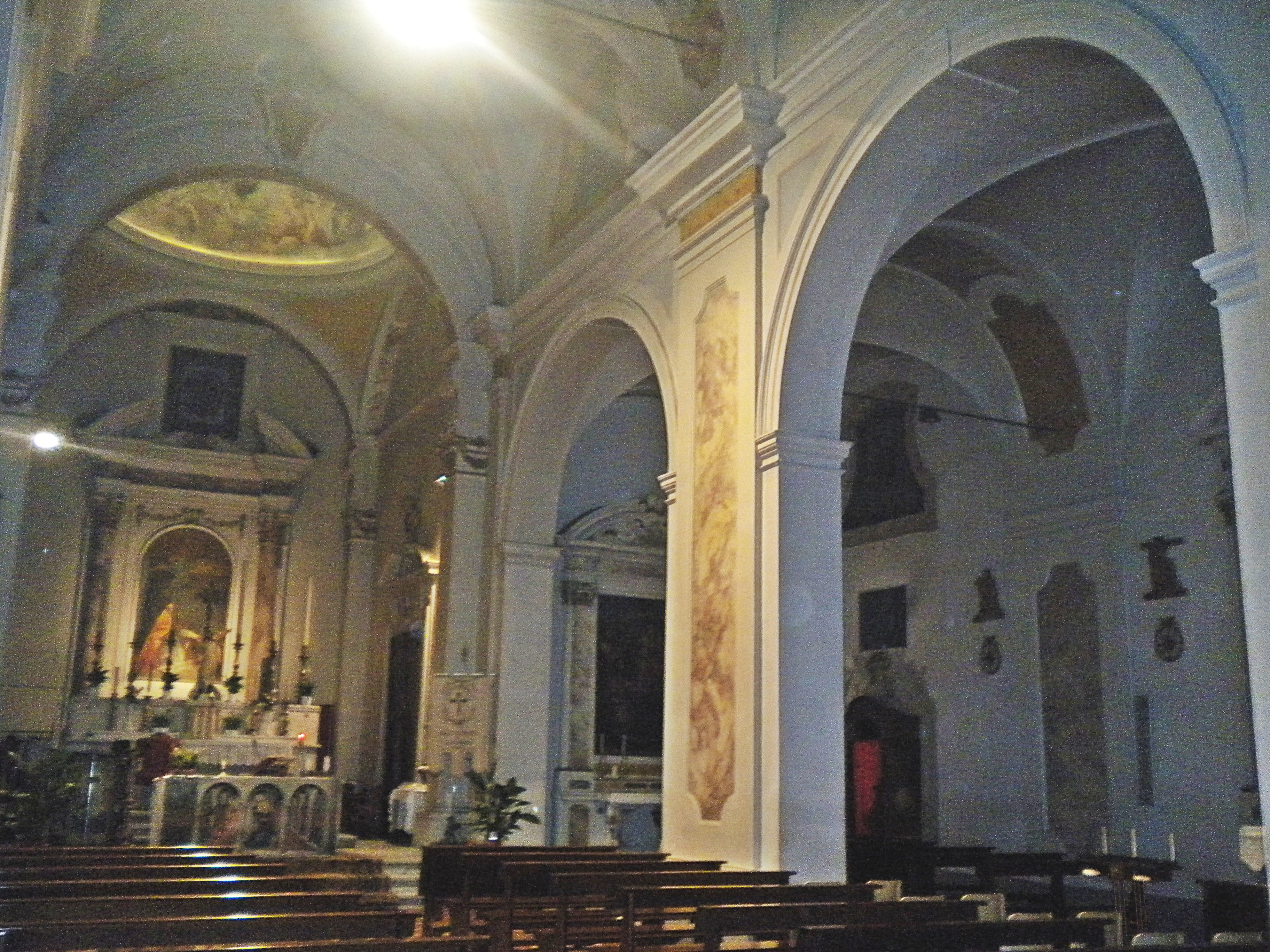
Interno
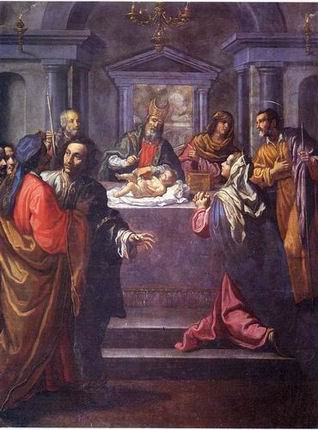
Circoncisione attribuita a Vincenzo Dandini
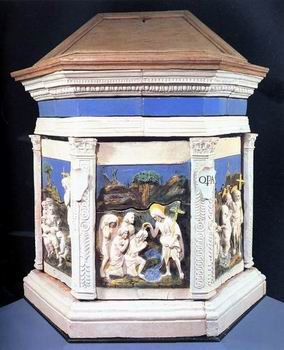
Fonte battesimale con Storie del Battista di Benedetto Buglioni